# Beweging voor Rechten en Vrijheden
De Beweging voor Rechten en Vrijheden (Bulgaars: Движение за права и свободи, Дпс, Dviženie za Prava i Svobodi, DPS Turks: Hak ve Özgürlükler Hareketi, HÖH) is een Bulgaarse liberale politieke partij die de Turkse minderheid (9,4%) in het land vertegenwoordigt. Hiermee lijkt de partij op de Zweedse Volkspartij (SVP) in Finland, een liberale partij die de belangen van de Zweedse minderheid aldaar behartigt. De DPS is aangesloten bij de Liberale Internationale. De DPS neemt met regelmaat deel aan coalitieregeringen.

## Geschiedenis
In de jaren 80 dwong de communistische regering van Todor Zjivkov de Turkse bevolking in het land te "assimileren" door hen te verplichten hun islamitische naam te wijzigen in een Bulgaarse (dat wil zeggen orthodoxe Slavische) naam. Hiertegen rees verzet en er ontstonden ondergronds verzetsbewegingen die de rechten van de Turkse bevolking weer wilden herstellen. In november 1989 kwam Todor Zjivkov ten val. Op 29 december 1989 herstelde de nieuwe regering de rechten van de Turken en iedere Turk in Bulgarije kreeg zijn of haar Islamitische naam weer terug. Uit de genoemde verzetsbewegingen ontstond in 1990 de "Beweging voor Rechten en Vrijheden", een liberale partij die het opneemt voor de belangen van de Turkse minderheid.
Bij de eerste vrije verkiezingen in juni 1990 behaalde de DPS 23 zetels en werd daarmee de derde partij (na de BSP en SDS) van het land. Van 1991 tot 1992 maakte de DPS deel uit van de regering van Filip Dimitrov. Later nam het deel aan socialistische kabinetten. Bij de parlementsverkiezingen van 2001 verkreeg de DPS 7,5% van de stemmen, goed voor 21 van de 240 zetels tellende Narodno Sobranie (Nationale Vergadering). In 2001 ging de partij een coalitie aan met de Nationale Beweging Simeon II van Simeon Sakskoburggotski, de vroege koning Simeon II. In februari 2005 verzette de DPS zich heftig tegen de voorgenomen privatisering van de tabaksindustrie (BulgarTabak), omdat in deze tak van de industrie traditioneel veel Turkse Bulgaren werkzaam zijn. Bij de parlementsverkiezingen van 25 juni 2005 behaalde de DPS 13,7% van de stemmen, goed voor 33 zetels. De partij maakt deel uit van de huidige coalitie van de BSP en de Nationale Beweging Simeon II (NDSV).
De DPS is traditioneel het mikpunt van spot van de radicale nationalisten, zoals die van de Nationale Aanvalsunie.

## Verkiezingsuitslagen
| Zetelverdeling 1990-heden |
| ------------------------- |
| 1990: 23                  |
| 1991: 24                  |
| 1994: 15                  |
| 1997: 19                  |
| 2001: 21                  |
| 2005: 34                  |

## Partijvoorzitter
Sinds de oprichting van de partij in 1990 is Ahmed Dogan voorzitter van de DPS. Hij zat onder Todor Zjivkov, de communistische machthebber, van 1987 tot 1989 gevangen.
Op 19 januari 2013 pleegde een onbekende man een mislukte moordaanslag op de voorzitter van de beweging. Het vuurwapen van de man weigerde dienst, waarna omstanders de man hardhandig tegen de grond werkten.